# Familia Washington
La familia Washington es una familia estadounidense de origen inglés que formaba parte tanto de la gentry terrateniente británica como de la estadounidense. Fue prominente en la América colonial y alcanzó una gran eminencia económica y política, especialmente en la Colonia de Virginia como parte de la clase de plantadores, poseyendo varias plantaciones de gran valor, en su mayoría haciendo su dinero en el cultivo del tabaco. Los miembros de la familia incluyen al primer presidente de los Estados Unidos, George Washington (1732–1799), y su sobrino, Bushrod Washington (1762–1829), quien se desempeñó como juez asociado de la Corte Suprema de los Estados Unidos.
Las raíces de la familia se remontan al siglo XII en el noreste de Inglaterra (desde un progenitor del siglo XI en Escocia), y emigraron al Nuevo Mundo en el siglo XVII. John Washington, nacido en 1631 en Tring, Hertfordshire, Inglaterra, llegó a la Colonia de Virginia en 1657 después de naufragar. El hogar ancestral era Washington Old Hall, ubicado en la ciudad de Washington.

## Raíces en Inglaterra

### Orígenes medievales
La dinastía de Washington remonta sus raíces directas y firmemente confirmadas en última instancia a Crinan "the Thane" de Dunkeld (†1045), abad laico y yerno de Malcolm II de Escocia. Su descendiente fue Sir William de Hertburn (originalmente William Bayard), quien en 1183 cambió su mansión de Hertburn (actualmente Hartburn) por la de Wessyington en el condado de Durham cerca del río Wear. Guillermo el Conquistador había otorgado propiedades a muchos nobles asociados con el nuevo régimen normando, y especialmente en la región de Hertburn después de que Harrying of the North reprimiera a los habitantes de Northumbria. Según la costumbre noble posterior a la Conquista (mucho antes de que los apellidos se convirtieran en un lugar común en la cultura inglesa), adoptaron el nombre de la finca como un apellido anglo-normando , "de Wessyington", que luego se convirtió en "Washington". La etimología de la ubicación deriva del inglés antiguo y literalmente significa "propiedad de un hombre llamado Wassa", un tema de toponimia común en toda Inglaterra. La familia Washington mantuvo esta mansión durante cientos de años como vasallos del Palatino-Obispado de Durham. En este sitio había reliquias óseas de San Cuthbert, trasladado a Durham desde su santuario en Lindisfarne, como un santo invocado en el combate contra los escoceses, y un símbolo de la importancia, los privilegios y las obligaciones feudales de los ilustres Obispo de Durham y sus vasallos, incluidos los Washington. Durante los siguientes 500 años más o menos, la familia Washington continuaría siendo miembros notables de la nobleza terrateniente del condado de Durham.

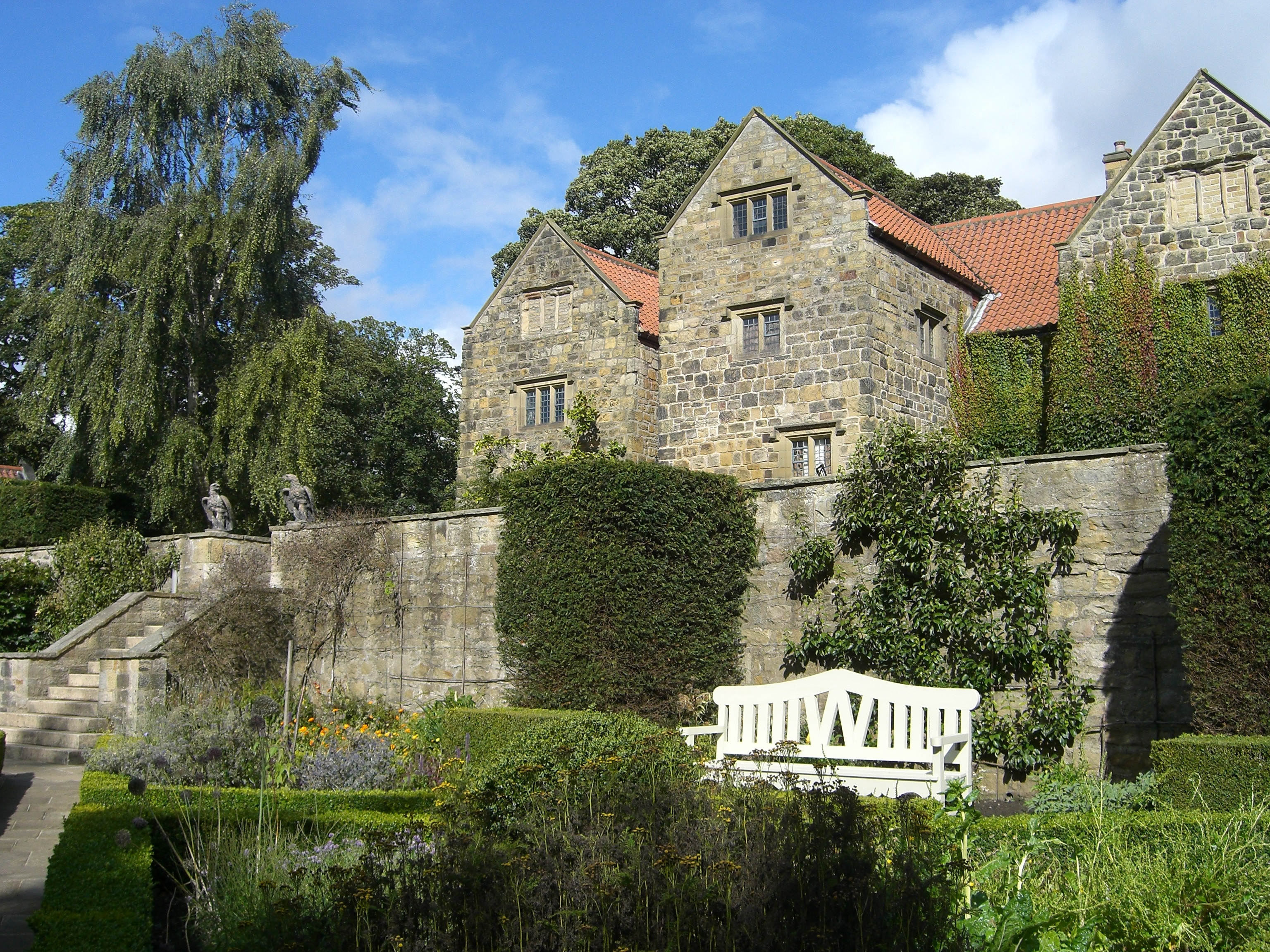
Old Hall, hogar ancestral de Washington.

### La mansión de Washington en adelante
El hogar ancestral directo de la familia Washington desde 1180 hasta 1613 es Washington Old Hall, una casa solariega ubicada en el centro del área de Washington de Tyne and Wear, Inglaterra.  Es propiedad del National Trust. A principios del siglo XIV, Robert de Washington, descendiente de William de Wessynton, se instaló en Warton, Lancashire. Lawrence Washington, descendiente de Robert, se mudó de Warton a Northamptonshire, en 1529, donde se convirtió en un próspero comerciante de lana En 1539, durante la Reforma, Enrique VIII promulgó la disolución de los monasterios en Inglaterra. Lawrence adquirió de King Sulgrave Manor en Northampton Priory of St. Andrew.  Lawrence comenzó la construcción de una nueva casa solariega en su propiedad. Sulgrave Manor se completó en 1560 y permaneció en la familia Washington hasta 1610.
El bisnieto de Lawrence Washington, Lawrence Washington (1602–1652), el padre del inmigrante, fue un notable rector inglés, cuyo hermano Sir William Washington se casó con la media hermana de George Villiers, primer duque de Buckingham. La familia Washington, que era leal a Carlos I, cayó en desgracia durante la Guerra Civil Inglesa. La victoria de Oliver Cromwell obligó a la familia Washington a ser despojada de sus tierras. El duro trato de la familia Washington bajo el gobierno de Cromwell puede haber obligado al hijo de Lawrence, John Washington, para dejar Inglaterra y buscar mejores perspectivas en América.

## Historia en Virginia

### Primera generación
La familia Washington llegó a la Colonia de Virginia en 1657, cuando John Washington naufragó. John navegó en el barco Seahorse.  Fue plantador, soldado y político en la Virginia colonial en América del Norte y teniente coronel en la milicia local. Se instaló en el condado de Westmoreland, Virginia.
John Washington se casó con Anne Pope en 1658 y tuvo los siguientes hijos: Lawrence Washington (el abuelo paterno del presidente George Washington), John Washington Jr. y Anne Washington. Había dos niños adicionales, nombres desconocidos, mencionados como fallecidos cuando escribió su testamento el 21 de septiembre de 1675. Anne Pope era la hija del inglés Nathaniel Pope y Lucy Fox.

### Segunda generación
La familia, especialmente Lawrance Washington, alcanzó una gran prominencia económica, especialmente en lo que respecta a bienes raíces, siendo propietaria de varias plantaciones, principalmente para el cultivo de tabaco. Lawrence se casó con Mildred Warner en 1686 y tuvo tres hijos, John Washington III (1692-1746), Agustín (1694-1743) y Mildred (1698-1747). Mildred Warner (1671-1701) era hija de Augustine Warner Jr. y Mildred Reade. Sus abuelos paternos fueron los colonos ingleses Augustine Warner Sr. y Mary Towneley.
Lawrence murió a la edad de 38 años en febrero de 1698 en Warner Hall, condado de Gloucester, colonia de Virginia , el mismo año en que nació su hija. Después de su muerte, Mildred Warner Washington se casó con George Gale, quien trasladó a la familia a Whitehaven, Inglaterra, donde Mildred murió en 1701 a los 30 años tras un parto difícil.

### Tercera generación
Augustine Washington nació en la plantación de Bridges Creek en el condado de Westmoreland, Virginia, el 12 de noviembre de 1694, hijo del capitán Lawrence Washington y Mildred Warner. Agustín se casó dos veces, su segundo matrimonio en 1730 con Mary Ball produjo los siguientes seis hijos: George (el mayor y primer presidente de los Estados Unidos), Elizabeth "Betty", Samuel, John, Charles y Mildred Washington.
Mary Ball (nacida c. 1707) se crio en la finca de la familia Epping Forest, la única hija de Joseph Ball (1649-1711), un juez inglés, sacristán, teniente coronel y Burgess en la Colonia de Virginia y Mary Johnson.
La tierra propiedad de la familia Washington (a orillas del río Potomac en el condado de Fairfax, Virginia ) desde la época del abuelo de Augustine, John Washington, en 1674. Alrededor de 1734, Augustine llevó a su segunda esposa, Mary, y a sus hijos a la plantación llamada Little Hunting Creek cuando George tenía unos dos años. Augustine comenzó una expansión de la casa familiar que continuó con su hijo George, quien comenzó a arrendar la propiedad de Mount Vernon en 1754, convirtiéndose en su único propietario en 1761.

### Cuarta generación

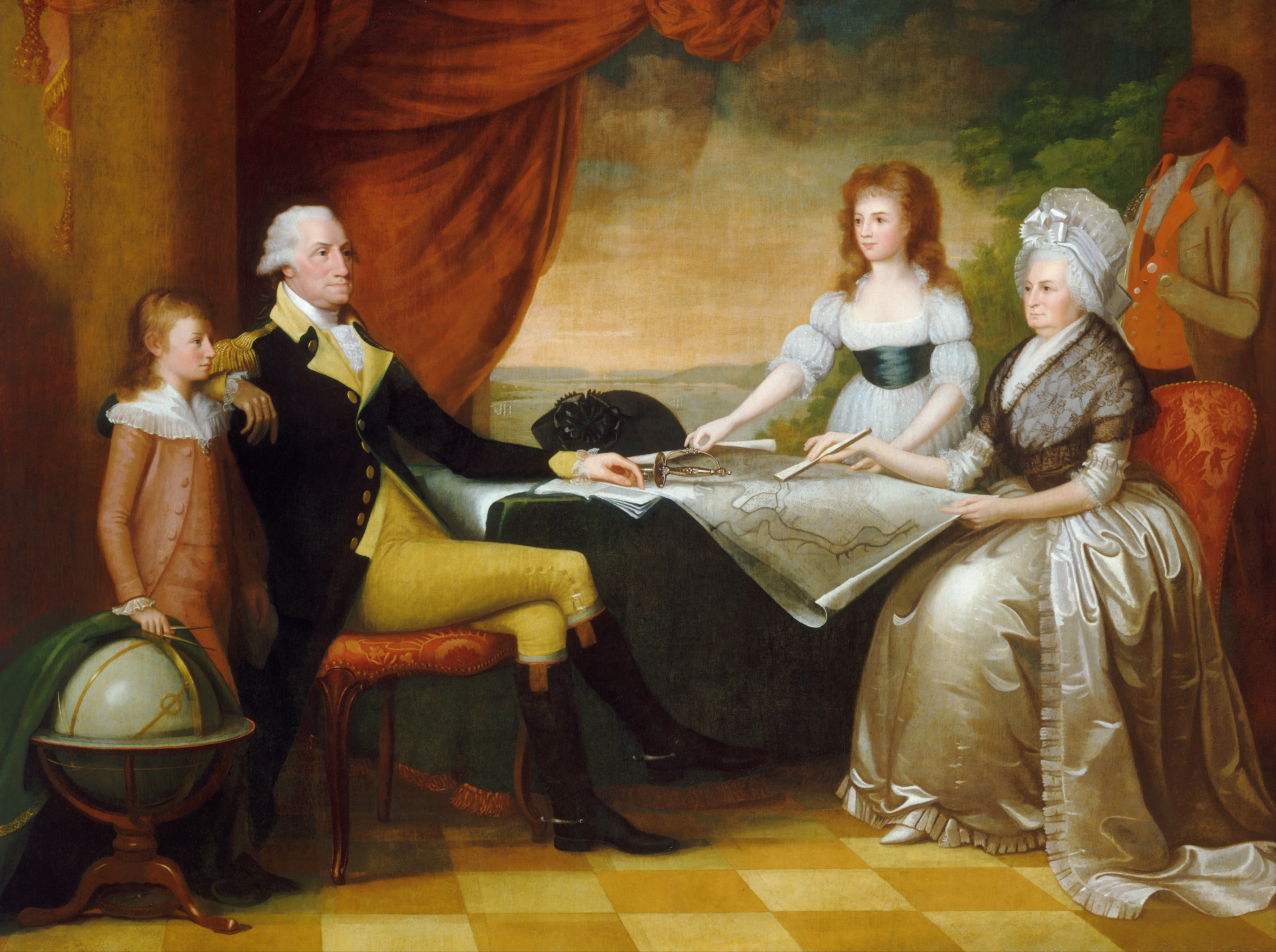
La familia Washington (1789–1796) por Edward Savage.

George Washington nació el 22 de febrero de 1732 en Popes Creek, Virginia, América británica y el mayor de seis hijos de Augustine y Mary Washington. Se convirtió en un líder político estadounidense, general militar y padre fundador que se desempeñó como el primer presidente de los Estados Unidos de 1789 a 1797. Washington murió el 14 de diciembre de 1799, a los 67 años, en Mount Vernon, la propiedad de la familia en Virginia. Washington no tuvo hijos biológicos. Su esposa Martha Dandridge tuvo cuatro hijos de su primer matrimonio con Daniel Parke Custis. Estos hijastros fueron Daniel Custis (1751-1754), Frances Custis (1753-1757), John "Jacky" Parke Custis (1754-1781) y Martha "Patsy" Parke Custis (1756-1773).
- Elizabeth "Betty" Washington era la hermana menor de George Washington y la única hermana que vivió hasta la edad adulta. Nació en 1733 en el condado de Westmoreland, Colonia de Virginia.

- Samuel Washington fue un oficial y político estadounidense colonial (n. 1733) en Popes Creek (Virginia).

- John Augustine Washington (1736-1787) se casó con Hannah Bushrod (1735-1801) en 1756 y tuvo seis hijos, incluido Bushrod Washington.[32][33]

- Charles Washington (1738–1799) fue el hermano menor.
- Mildred Washington
- Jane Washington